# Ellen Inga Hætta
Ellen Inga Brita Olavsdatter Hætta, född 17 juni 1953 i Kautokeino i Finnmark fylke, död 22 februari 2023, var en norsk-samisk pedagog och politiker.
Ellen Inga Hætta tog studentexamen 1973 och utbildade sig till lärare med examen som allmänlärare 1980. Hon var grundskollärare i Kautokeino 1973–87, direktör i Samisk utdanningsråd 1994–1999 och avdelningsdirektör 1999–2001 på norska Sametinget, som då övertagit Samisk utdanningsråds arbetsuppgifter. År 2001–2010 var hon chef för den statliga myndigheten Reindriftsforvaltningen (med uppehåll 2004–2005) och var från 2011 rektor för Samisk videregående skole og reindriftsskole i Kautokeino.
Ellen Inga Hætta var kommunalstyrelseordförande för Höyre i Kautokeino kommun 1988-1991 och statssekreterare i Kommunal- og regionaldepartementet 2004–2005.